# Bueu (parroquia)
Bueu (llamada oficialmente San Martiño de Bueu) es una parroquia y una villa del municipio español de Bueu, en la provincia de Pontevedra, Galicia.

## Toponimia
La parroquia también es conocida por los nombres de San Martín de Bueu, San Martín P. de Bueu y San Martiño P. de Bueu.

## Historia
Hacia mediados del siglo XIX, el lugar, por entonces referido como una feligresía, tenía contabilizada una población de 2236 habitantes. Aparece descrito en el cuarto volumen del Diccionario geográfico-estadístico-histórico de España y sus posesiones de Ultramar de Pascual Madoz con las siguientes palabras:

BUEU (San Martin): felig., cap. del ayunt. de su nombre en la prov. y part. jud. de Pontevedra (3 leg.), aud. terr. y c. g. de la Coruña (22), dióc. de Santiago (12): sit. á orillas del Océano en un valle, cuyo lím. set. está formado por la ria de Marin: combátenla principalmente los aires del N. y S.; y el clima es muy saludable, pues no se padecen otras enfermedades comunes, que algunas fiebres y dolores de costado. Tiene 420 casas repartidas en los l. que la componen, que son: el Balado, la Portela, Meire, la Graña, Outeiro, la Cividad y la Playa. Tambien hay dos escuelas de primeras letras, frecuentadas cada una por 54 niños de ambos sexos, cuyos maestros no perciben otro sueldo que la retribucion mensual de los concurrentes. La igl. parr., bajo la advocacion de San Martin, se halla servida por un cura y un coadjutor: tiene ademas en el l. de Balado dos ermitas, titulada la una de los Stos. Reyes y la otra Sta. Cruz; y para surtido de los vec. abundantes fuentes de esquisitas aguas en cada uno de los mencionados l. Confina el térm. N. el mar; E. Santa Maria de Cela (1/2 leg.); S. San Salvador de Coiro (3/4), y O. Sta. Maria de Beluso (1/2). Toda la parte del NO. se halla limitada por el mar Océano, hallándose enfrente de la felig. el puerto de su mismo nombre, el cual, aunque pequeño, es muy apreciado porque está al abrigo de los vientos S. y O., de cuya impetuosidad le resguardan el gran peñasco denominado por los mareantes caballo de Beluso, y las puntas de Montalbo. Dos son los r. que discurren por el térm.; el uno con el nombre del Canudo, nace en la felig. de Santiago de Ermelo, y sigue su curso en línea recta hasta la playa de esta pobl. por donde entra el mar, no teniendo en su travesia mas que un puente; el otro llamado de la Portela, porque nace en el l. de dicho nombre á dist. de 1/2 leg., lleva la misma direccion, se reune al anterior antes de su desembocadura en el mar y tiene dos puentecitos. El terreno es llano y muy fértil. Ademas de los caminos locales hay dos que dirigen el uno á la v. de Marin y Pontevedra, y el otro á Cangas. El correo se recibe de dicha c. cuatro veces á la semana por medio de balijero. prod.: trigo, cebada, centeno, maiz, vino, habas, toda clase de legumbres, patatas, hortaliza y esquisitas frutas, en particular hermosas manzanas; se cria ganado vacuno, caballar, de lana y cabrio, y hay abundante pesca de sardina, caballa, jurel y otras clases. ind. y comercio: ademas de la agricultura se cuentan 13 telares de lienzos ordinarios, y 9 de fáb. de salazon; cuyos prod. y los de la pesca constituyen las especulaciones comerciales. pobl.: 510 vec., 2,236 alm. contr.: con el ayunt. (V.)
(Madoz, 1846, p. 478)

## Organización territorial
La parroquia está formada por una entidad de población:
- Bueu

## Demografía
Gráfica demográfica de la villa y parroquia de Bueu según el INE español:
| Gráfica de evolución demográfica de Bueu entre 2000 y 2023 |
|                                                            |
| Datos según el nomenclátor publicado por el INE.           |

## Patrimonio
- Iglesia de San Martín.[9]